# 뫼르테모젤주의 캉통
프랑스 뫼르테모젤주에는 총 23개의 캉통이 속해 있다. 2015년 3월 행정구역 총개편으로 인해 현재는 다음과 같이 설치되어 있다.
- 바카라
- 앙트르세이유에뫼르트
- 그랑쿠로네
- 자르니
- 자르빌라말그랑주
- 락수
- 롱위
- 뤼네빌 1
- 뤼네빌 2
- 멘오생투아
- 몽생마르탱
- 낭시 1
- 낭시 2
- 낭시 3
- 뇌브메종
- 르노르툴루아
- 페드브리
- 퐁타무송
- 생막스
- 툴
- 발드로렌쉬드
- 방되브르레낭시
- 빌레뤼프